# Colombier du Manoir (Sainte-Marguerite-sur-Mer)
Le colombier du manoir est un édifice situé sur la commune de Sainte-Marguerite-sur-Mer, en Seine-Maritime, en France. Il fait l’objet d’une inscription au titre des monuments historiques depuis 2007.

## Localisation
L'édifice est situé 2336, chemin de la Mer, au sein du domaine qui comporte un manoir.

## Historique
L'édifice est daté du XVIe siècle. Il est situé dans le château de la tour. 
Le monument est inscrit comme monument historique depuis le 31 octobre 2007.

## Description
L'édifice est constitué en brique et silex. L'édifice comprend un décor polychrome.